# 貝特納瓦府邸
貝特納瓦府邸是位於斯洛維尼亞城市馬里博爾的一個莊園。貝特納瓦府邸首次被提及是在1319年。1784年，貝特納瓦府邸被改建為後期佛羅倫斯巴洛克式建築。